# Cúllar Vega
Cúllar Vega est une commune de la communauté autonome d'Andalousie, dans la province de Grenade, en Espagne.

## Administration
| Période                                  | Période | Identité | Étiquette | Qualité |
| ---------------------------------------- | ------- | -------- | --------- | ------- |
| N/A                                      | N/A     | N/A      | N/A       | Maire   |
| Les données manquantes sont à compléter. |         |          |           |         |

## Personnalités liées à la commune
- Ana Orantes (1937-1997), victime de violence conjugale et assassinée par son mari dans la commune. En 1997, elle témoigne de son calvaire dans l'émission De tarde en tarde d'Irma Soriano, diffusé sur Canal Sur[1], puis est assassinée par son mari treize jours après son passage à la télévision, ce qui a de grandes répercussions dans la société espagnole[2].